# Pueblo Bonito

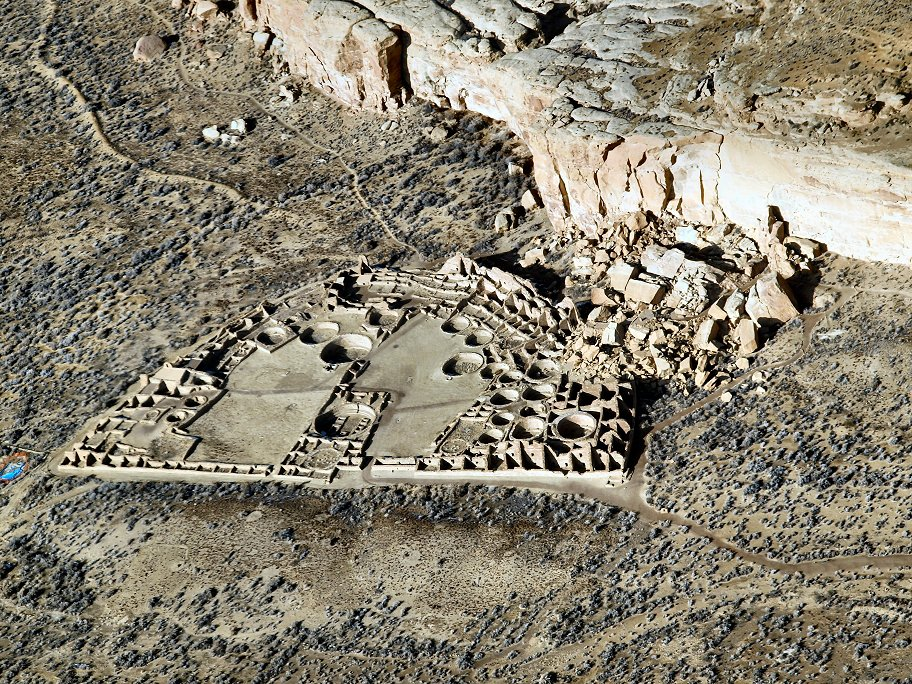
Pueblo Bonito, Luftbild 2009

Pueblo Bonito ist das größte Bauwerk im Chaco Canyon, US-Bundesstaat New Mexico. Die Pueblo-Kultur baute und bewohnte dieses Bauwerk zwischen 823 und 1126 n. Chr. Pueblo Bonito wurde 1849 bei einem Militärfeldzug entdeckt. 1941 fiel eine große Steinplatte von einem Felsen herunter und zerstörte die hintere Mauer und einige Zimmer. Spuren weisen darauf hin, dass die Bewohner von Pueblo Bonito (Anasazi?) mit Mittelamerikanern Handel getrieben haben, unter anderem mit Kakao und Keramik.

## Geschichte
Pueblo Bonito wurde in den 800er-Jahren von der Chaco-Canyon-Kultur gebaut. Für 300 Jahre war Pueblo Bonito ein wichtiges Kulturzentrum sowohl für Zeremonien als auch Handel, wahrscheinlich mit Türkis. In den 1100er oder 1200er Jahren zogen die Leute aus dem Chaco Canyon und Pueblo Bonito wegen einer Dürre fort.

## Entdeckung
1849 wurde das Pueblo Bonito während eines Militärfeldzugs des US-Militärs von Lt. James H. Simpson und seinem indianischen Reiseführer Carravahal entdeckt. Nach diesem Militärfeldzug veröffentlichte Simpson eine Beschreibung von Pueblo Bonito und einiger anderer Gebäude in Chaco Canyon einschließlich der Zeichnungen von R. H. Kern.
Zwischen 1896 und 1900 wurden von Richard Wetherill und einem Studenten des American Museum of Natural History, George H. Pepper, Ausgrabungen auf dem Gelände des Chaco Canyon durchgeführt. Sie erkundeten 190 Räume und fertigten Landkarten. Die Ausgrabungen wurden von zwei Philanthropen und Sammlern aus New York, B. Talbot Hyde und Fredrick E. Hyde Jr., finanziert. Nach den Ausgrabungen gaben sie fast alle Artefakte an das American Museum of Natural History.

## Beschreibung

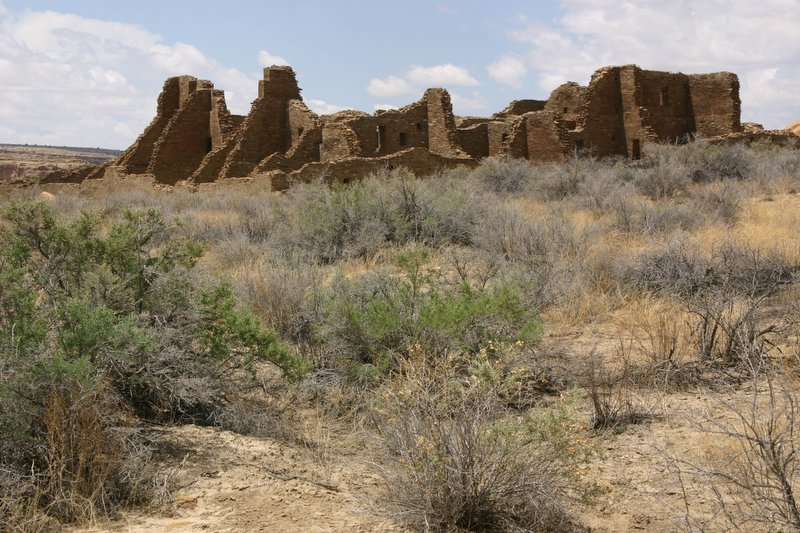
Pueblo Bonito von Osten (2006).

Pueblo Bonito ist durch eine Wand in zwei Teile geteilt, die von Nord nach Süd geht. Auf beiden Seiten der Wand gibt es eine große Kiva. Die Bauwerke machen das Gelände fast symmetrisch, ein Merkmal von vielen Pueblo-Kultur-Bauwerken. Ungefähr dreißig andere Kivas sowie ein großer Hof und geräumiger Wohnbereich wurden gefunden.
Pueblo Bonito ist fast 8.000 m² groß mit über 800 Räumen. Andere Quellen sprechen von 650 Räumen, bei einer Länge von 206 m und einer Breite von 96 m. Auf dem Höhepunkt der Entwicklung wurden 600 oder mehr Räume benutzt. Schätzungen über die Bevölkerung des Pueblo schwanken von 70 zu mehr als 1.000. Es ist jedoch wahrscheinlich, dass das Pueblo Bonito eher ein Ritualzentrum als eine ständig bewohnte Stadt war, da das Gebiet eine größere Bevölkerung nicht ernähren konnte und archäologische Nachweise für eine ständige Besiedlung fehlen (z. B. Abfallhaufen und größere Gräberfelder).
Die Gebäude im Pueblo Bonito sind teilweise bis zu fünf Stockwerke groß. Viele der unteren Stockwerke sind mit Trümmern gefüllt, damit sie die Überstocke abstützen können. Die Wohnräume sind sehr groß, verglichen mit anderen Pueblogebäuden. Die Zimmer sind mit Türeingängen verbunden und man kann sie nur durch einen Hof betreten.
Es gibt verschiedene unterschiedliche Bauweisen, die die jeweilige Errichtungsperiode widerspiegeln. Die Mauern sind bis zu einem Meter dick und in „Core and Veneer“-Bauweise errichtet, d. h. mit Schlamm im Zentrum der Mauer und Stein an den Seiten. Die Mauern waren mit Stuck verziert, von dem jedoch heute nichts mehr zu sehen ist. Zur Zeit des Baus des Pueblo Bonito war die Gegend des Chaco Canyon noch bewaldet, z. B. mit Gelb-Kiefer. Bei der Errichtung der Häuser und für Brennholz wurde dann fast der gesamte Baumbestand in der Umgebung verbraucht. Dies führte zur Austrocknung des Bodens und zu einem Absinken des Grundwasserspiegels, wodurch es dann wahrscheinlich im 12. Jahrhundert zur Aufgabe des Pueblo kam.

## Petroglyphen
Wie andere Pueblobauwerke hat Pueblo Bonito viele Petroglyphen innerhalb des Geländes und in der Umgebung. Häufig zeigen die Petroglyphen Spuren von dem Wissen der Bewohner des Pueblo, z. B. über den Mond und den Sonnenzyklus.